# Camarones
Camarones (in italiano Gamberi) è un comune del nord del Cile, della provincia di Arica nella regione di Arica e Parinacota. Al censimento del 2002 possedeva una popolazione di 1.220 abitanti.
Il comune venne fondato il 30 dicembre 1927 con il nome di Codpa.

## Società

### Evoluzione demografica
| Censimento 1992 | Censimento 2002 |
| 848             | 1.220           |